# Szent Péter és Pál-templom (Szentendre)

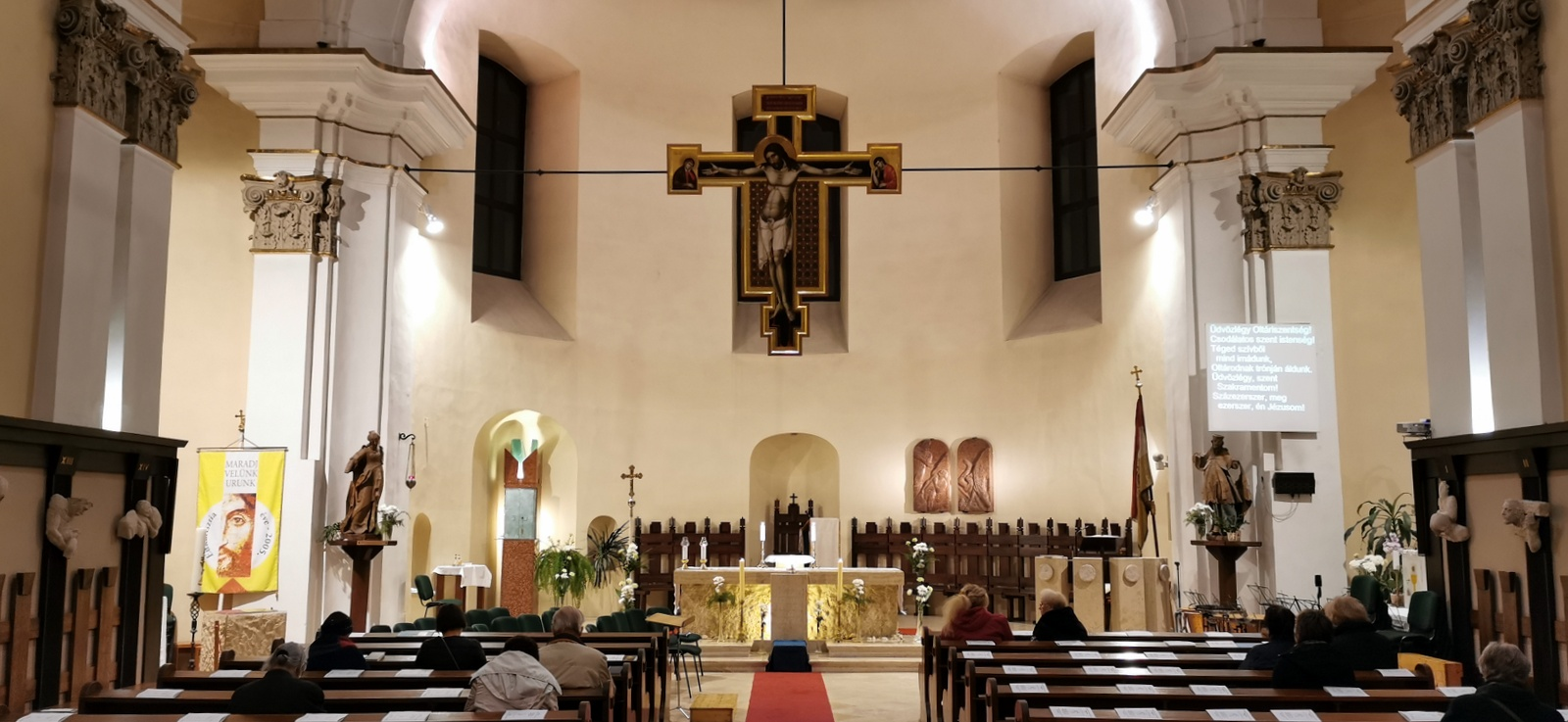
Az oltár fölött "lebegő" megfeszített Krisztus (Kisléghi Nagy Ádám alkotása)

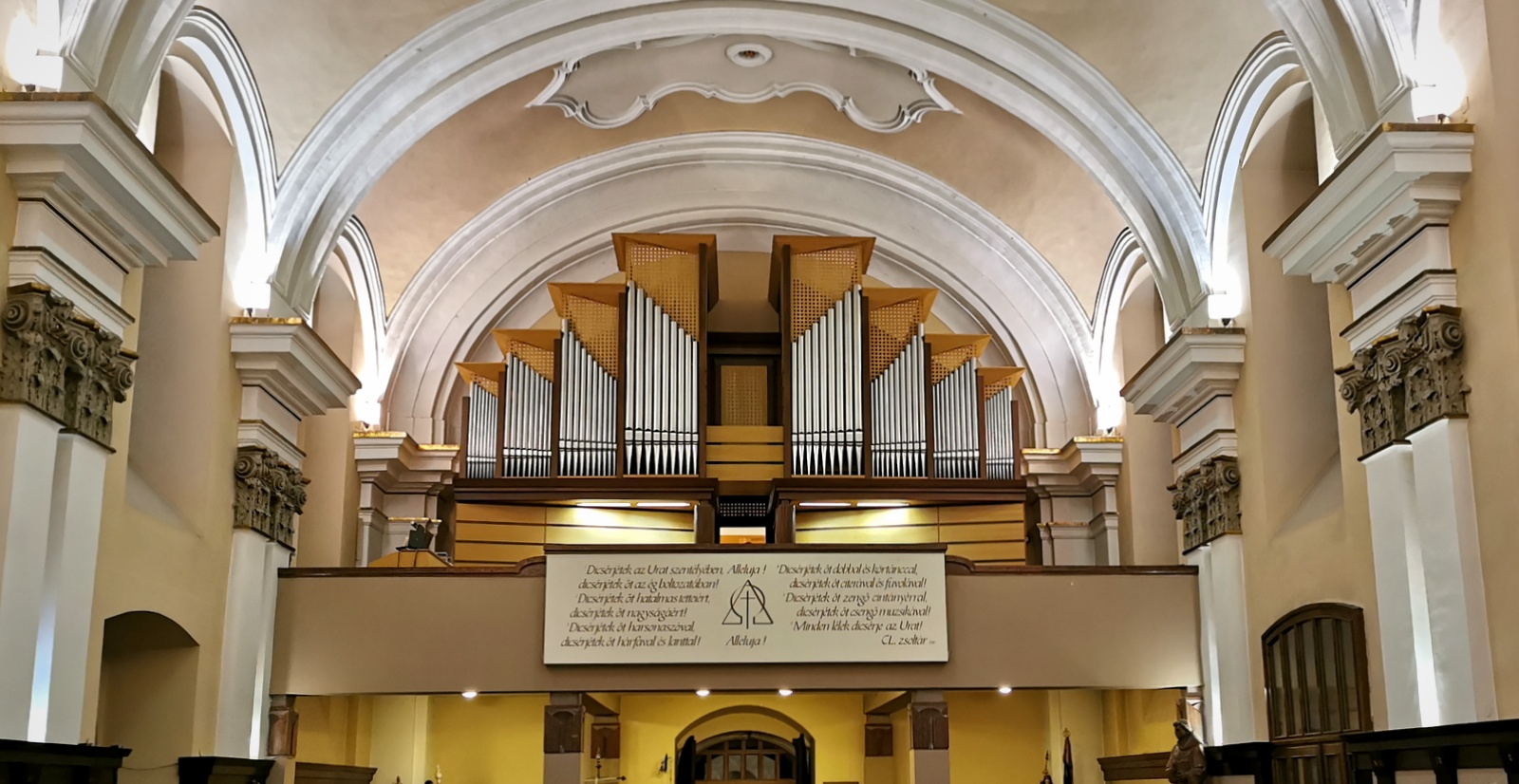
A templom új orgonája 2008-ban készült

A Szent Péter és Pál-templom vagy közkeletű nevén Péter-Pál-templom Szentendre eredetileg szerb ortodox (Csiprovacska-templom), ma római katolikus templomainak egyike.

## Története
A templomot 1751-ben építették. A Preobrazsenszka szerb ortodox templomhoz hasonlóan ennek sem ismert az építésze és a tervezője. 1856-ban felvette a Szent Péter és Pál-templom nevet, majd 1942-ben a templomot a katolikusok vették át. 1989-ben felújították. 1991-ben II. János Pál pápa is meglátogatta a templomot. 2011-ben Páljános Ervin II. János Pál pápa szobrát felavatták a templom előtti parkban.